# Junellia tetragonocalyx
Junellia tetragonocalyx là một loài thực vật có hoa trong họ Cỏ roi ngựa. Loài này được (Tronc.) Moldenke mô tả khoa học đầu tiên năm 1949.